# شاهوميان

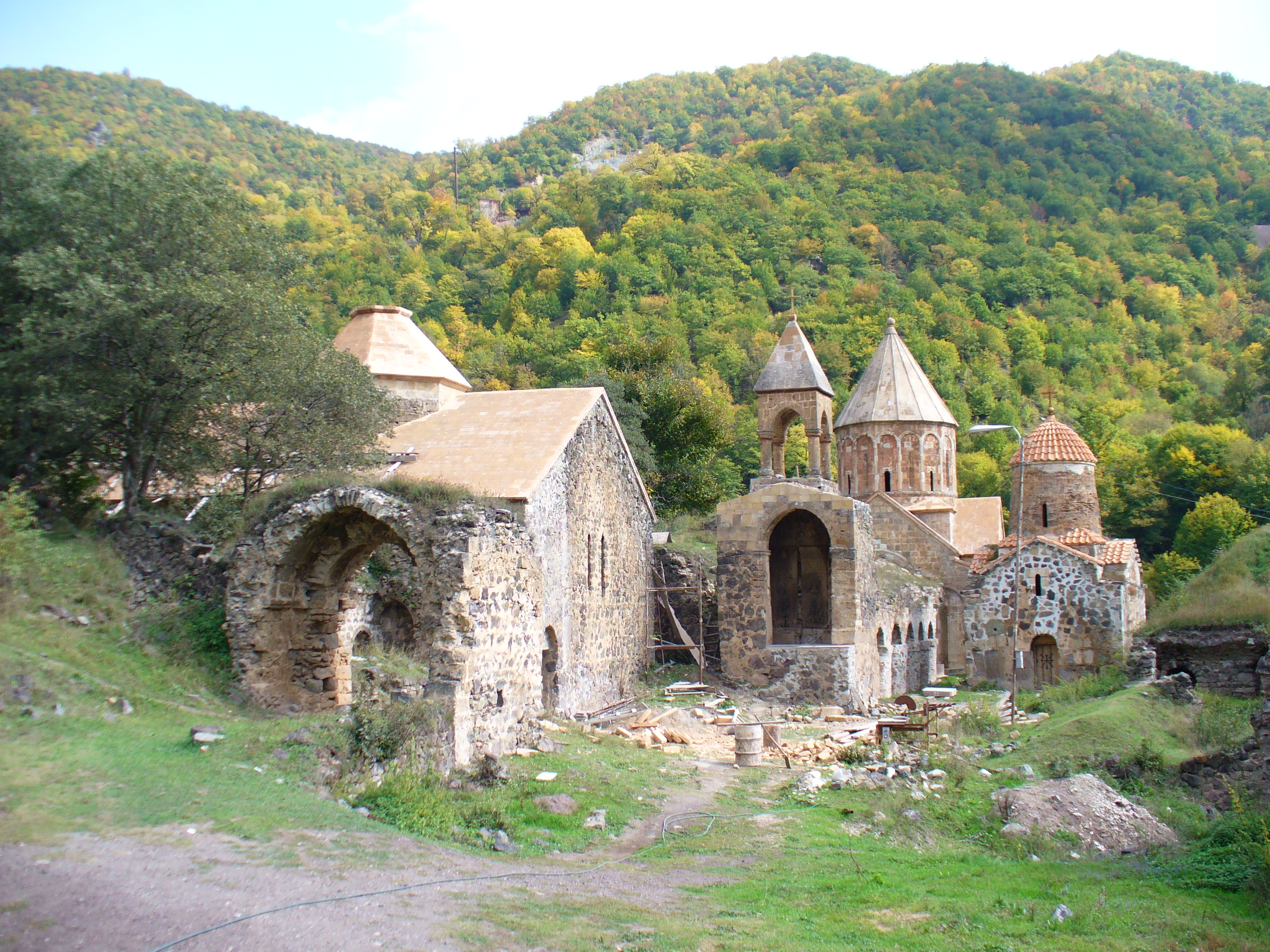
دير أرمني بشاهوميان

شاهوميان (بالأرمنية: Շահումյան) هي المنطقة المتنازع عليها بين أذربيجان وجمهورية مرتفعات قرة باغ الانفصالية، والتي كانت سابقاً منطقة من جمهورية أذربيجان الاشتراكية السوفيتية خارج أوبلاست ذاتية الحكم لمرتفعات قرة باغ. قبل حرب قرة باغ، كان معظم السكان أرمن قبل نشوب الحرب. الغالبية العظمى من الأراضي لا تزال تحت سيطرة أذربيجان، ولكن جمهورية مرتفعات قرة باغ تدعي تبعيتها لها.